# Teuwatti
Teuwatti, auch Tiwati (Sprache des Namens ist unbekannt, vielleicht anatolisch) war ein Stadtfürst von Lapana (nicht sicher identifizierte Stadt, wahrscheinlich im heutigen Libanon) in der Amarna-Zeit um 1350 v. Chr. Er ist aus verschiedenen Amarna-Briefen bekannt. Bei den sogenannten Amarna-Briefen handelt es sich um die internationale Korrespondenz der Herrscher im Nahen Osten, die an den ägyptischen Königshof gerichtet war. Die Briefe sind auf Tontafeln in Keilschrift auf Akkadisch verfasst. Akkadisch war die internationale Sprache dieser Zeit. Die Briefe fanden sich durch Zufall am Ende des 19. Jahrhunderts in Amarna, das zur fraglichen Zeit die Hauptstadt Ägyptens war, und erhielten wegen des Fundortes ihren Namen.
Die Briefe zeigen, dass die Städte der Levante in dieser Zeit stark zerstritten waren. Diverse lokale Fürsten, oftmals Vasallen der Ägypter, bekämpften sich gegenseitig. Da die Briefe nicht datiert sind, ist es schwer eine chronologische Abfolge der Ereignisse zu rekonstruieren. Teuwatti erscheint in den Briefen einerseits als Kriegsherr, der gegen ägyptisches Interesse handelte, andererseits gibt er sich in dem von ihm selbst verfassten Brief gegenüber den ägyptischen Herrschern loyal.
Teuwatti wird in einem Brief von Akizzi, der König von Qatna war, genannt. Der Brief ist an König Echnaton gerichtet und berichtet, dass sich Teuwatti mit Arsawuja von Ruhizza verbündet hatte und dass sie sich unter Aitakama von Kadesch stellten und das Land Upu verbrannten und einnahmen, das damit nicht mehr dem ägyptischen König gehörte. Ein weiterer Brief, eventuell mit selbem Inhalt ist schlecht erhalten, nennt aber auch Teuwatti.
Teuwatti ist außerdem von einem eigenen Brief (hier Tiwati genannt) an einen nicht genannten altägyptischen König bekannt. Hier gibt er sich extrem unterwürfig: Ich falle zu deinen Füßen, mein Herre, sieben Mal, plus sieben Mal. Er bestätigt, dass er in einer nicht genannten Stadt und dass er auf Wache ist. Seine Truppen sind bereit zu helfen, wenn die Bogenschützen des ägyptischen Königs kommen. Darüber hinaus habe er Ochsen, Schafe und Zeigen bereit, sicherlich zur Versorgung von Truppen.